# اچ‌ام‌اس وولاگ (آر۴۱)
اچ‌ام‌اس وولاگ (آر۴۱) (به انگلیسی: HMS Volage (R41)) یک کشتی بود که طول آن 363ft overall بود. این کشتی در سال ۱۹۴۳ ساخته شد.